# Калабухов, Николай Петрович
Кала́бухов, Николай Петрович (20 октября 1902 год, Ростов-на-Дону — 28 ноября 1989 год, Киев) — российский, грузинский и украинский советский физик-экспериментатор. Заведующий кафедрой физики в Тбилисском Государственном Университете (1940-1956), заведующий отделом экспериментальной физики в Институте физики и геофизики (с 1950 в Институте физики) АН ГССР (1941-1956), заведующий кафедрой физики в Киевском политехническом институте (1956-1973).

## Биография
До 1920 г. учился сперва в Царицынской Александровской гимназии, а затем в Тихорецком коммерческом училище. В 1925 году поступил в Томский государственный университет на физическое отделение физико-математического факультета. Будучи студентом, некоторое время работал в Государственном оптическом институте, в лаборатории будущего академика А. Н. Теренина. После окончания Томского государственного университета в 1930 году начинает работать в Научно-исследовательском институте прикладной физики, а затем в Сибирском физико-техническом институте (СФТИ), где работал в группе под руководством проф. П. С. Тартаковского. Работая в Сибирском физико-техническом институте, он оказался в кругу молодых физиков, которые впоследствии стали одними из ведущих физиков СССР. Среди них можно назвать таких, как ректор Томского политехнического института профессор А. А. Воробьев, декан физического факультета Московского государственного университета, профессор А. А. Соколов, проф. Московского государственного университета Д. Д. Иваненко, академик А. К. Красин, профессор Ф. И. Вергунас, профессор А. А. Водопьянов. Работая в Томском государственном университете, вместе с П. С. Тартаковским открыл явление электронной поляризации окрашенных кристаллов щелочно-галоидных солей (щгк), выразившегося в спектральном распределении токов деполяризации. Эти работы являются основой современной электрофотографии. Кроме того, был поставлен ряд работ, связанных с изучением фотоэффекта из металла в диэлектрик. В 1935 году, защитив диссертацию по теме "О внутреннем фотоэффекте в кристаллах щелочно-галоидных солей", получает степень кандидата физико-математических наук и должность доцента в Томском государственном университете, где читает ряд курсов теоретической физики.
В 1937 году переезжает жить в Тбилиси, где начинает работать в Тбилисском государственном университете сперва в должности доцента кафедры экспериментальной физики, а с 1940 г. по 1956 г. возглавляет эту кафедру. 3 мая 1941 года в Грузии организовывается Институт физики и геофизики (с 10 декабря 1950 года Институт физики), в котором Н. П. Калабухов заведует отделом экспериментальной физики, а затем отделом физики твердого тела. Научное направление, которое начинает развивать Н. П. Калабухов в Тбилиси, это электрические и оптические свойства твердых тел, а именно фотоэлектрические свойства щелочно-галоидных кристаллов. Им был предложен оригинальный способ исследования накопления точечных дефектов в кристаллах при воздействии на них жесткого излучения - это метод повторного облучения с последующим измерением фототоков. Большое место в его исследованиях занимало изучение квазиметаллических частиц, образующихся при облучении кристаллов. При этом в кристаллах наблюдался эффект Рамзауэра. Изучались также релаксационные явления в отраженных кристаллах при фототоке. Им был обнаружен внешний фотоэффект с кристаллов щелочно-галоидных солей в область ультрафиолетового спектра, а докторская диссертация была посвящена выяснению роли дефектов кристаллической решетки в особенностях фотоэлектрической проводимости щелочно-галоидных кристаллов.
В 1956 году, по приглашению ректората Киевского политехнического института, переезжает в Киев. На протяжении семнадцати лет был заведующим кафедрой общей физики Киевского политехнического института, насчитывавшей более 100 сотрудников, и на базе которой сейчас созданы три кафедры физики (Кафедра общей и экспериментальной физики, Кафедра общей и теоретической физики, Кафедра общей физики и физики твердого тела). С приездом Н. П. Калабухова на кафедре начинают работать два научных семинара, под его руководством проводятся исследования оптических свойств твердых тел, а с 1957 года организовывается проблемная лаборатория полупроводников, в которой ведутся исследования кристаллов карбида кремния и на их основе производятся опорные светодиоды. Работы велись достаточно большим коллективом, который впоследствии возглавил доктор физ.-мат. наук Ю. М. Алтайский. По инициативе Н. П. Калабухова в Киевском политехническом институте создается криогенная станция, оснащаются научные лаборатории и мастерские, что дает возможность развернуть научную работу на кафедре на уровне академического института. Выполняются государственные программы и заказы, проблемная лаборатория по карбиду кремнию приобретает известность в СССР и за его пределами. Основными результатами исследования оптических свойств твердых тел, проводимых на кафедре, нужно считать установление механизма превращения одних электронных центров в другие и устранение существовавшего разногласия в вопросе о механизме возбуждения люминесценции и структуры электронных переходов в кепзонных центрах. Большое место также занимало изучение оптических свойств щелочно-галоидных кристаллов с примесью двухвалентных ионов, в частности, ионов европия и кадмия. 
Особое внимание Н. П. Калабухов уделял чтению лекций, а также демонстрационному кабинету. В основном лекции по физике читались в большой физической аудитории, которая была реставрирована при активном его участии и обязательно сопровождались демонстрационными опытами. Кроме того, Н. П. Калабухов одним из первых в Киеве начинает читать курс лекций по физике по телевидению. Н. П. Калабухов воспитал целый ряд квалифицированных физиков, успешно работающих как на кафедрах физики Киевского политехнического института, так и в Институте физики им. Э. Андроникашвили Академии наук Грузии и Тбилисском Государственном Университете. Под его руководством более чем 20 аспирантов стали кандидатами наук. Ему принадлежит более чем 70 научных публикаций.

## Основные работы
1. П.К. Горбенко М.П. Калабухов, А.О. Ковтун Перетворення електронних центрів в кристалах KCl + LiCl, УФЖ, т. 18, № 7, с. 1107 – 1111, 1973
2. П.К. Горбенко Н.П. Калабухов, А.А. Ковтун  Структура и превращение дырочных центров в кристаллах KCl, LiCl и NaCl, УФЖ, т. 17, 1972
3. Ю.М. Алтайский, Н.П. Калабухов, В.С. Киселев О примесной фотопроводимости кристаллов n –типа beta-SiC, Известия Вузов, Физика № 7, 1973
4. Калабухов, Н. П., А. А. Ковтун,  П. К. Горбенко. "О механизмах электронно-дырочной рекомбинации в кристаллах KCl и KCl: LiCl." Материалы XIX совещания по люминесценции (1970): 99-100.
5. А.И. Гаевой, Л.Е. Левашева, В.Г. Чепуренко, Н.П. Калабухов // Справочник по физике для поступающих в ВУЗ// издание "Наукова думка" 1969, Киев.
6. Bogdanovich, A.S., Kalabukhov, N.P., Nekrasov, M.M. et al. The electrostriction of dielectrics. Soviet Physics Journal 9, 58–62 (1966)
7. Н.П. Калабухов //О процессе окрашивания кристаллов щелочно-галоидных солей путём рентгенизации // ЖЭТФ т. 27, вып. 3 (9) с. 347-350, 1954
8. Калабухов, Н. П. "Вторичные явления в фотопроводящих кристаллах щелочно-галоидных солей и роль кристаллических дефектов в этих явлениях." (1952).
9. Н.П. Калабухов, Н.Г. Политов // Вторичные токи в окрашенных кристаллах KCl // Доклады Академии Наук (ДАН) СССР, Физика, том LXX, № 5, с. 805-808, 1950.
10. N. Kalabuchov The Nature of the Conductivity of KI Crystals Saturated with Iodine // Journal of Physics, Vol. 10, No 1, 1946, p. 61 – 63
11. N. Kalabuchow und I. Kurschew // Über den Spektralverteilung des Depolarisationsstromes in röntgeisierten KCl Kristallen// Zeitschrift (ZS) für Physik 99, Band 3 und 4 Heft s. 254-258, 1936.
12. N. Kalabuchow // Über den Sättigungsstrom bei lichtelektrischer Leitung des röntgenisierten Steinsalzes // Zeitschrift (ZS) für Physik 80, Band 7 und 8 Heft s. 534-541, 1933.
13. N. Kalabuchow // Über den Elektronenübergang aus Metallen in Dielektrika // Zeitschrift (ZS) für Physik 92, Issue 1-2, s. 143-147, 1934
14. N. Kalabuchow //Über die spektrale Verteilung des Depolarisationsstromes bei der lichtelektrischen Leitung des röntgenisierten Steinsalzes // Zeitschrift (ZS) für Physik 75, Issue 3-4, s. 282-286, 1932